# Anna Dowgiert
Anna Dowgiert, född 15 juli 1990, är en polsk simmare. 
Dowgiert tävlade för Polen vid olympiska sommarspelen 2012 i London, där hon blev utslagen i försöksheatet på 50 meter frisim. Vid olympiska sommarspelen 2016 i Rio de Janeiro tävlade Dowgiert i två grenar (50 meter frisim och 4 x 100 meter frisim), där hon blev utslagen i försöksheatet på båda grenarna.